# Sarcophaga harinasutai
Sarcophaga harinasutai är en tvåvingeart som först beskrevs av Tadao Kano och Sooksri 1977.  Sarcophaga harinasutai ingår i släktet Sarcophaga och familjen köttflugor.
Artens utbredningsområde är Thailand. Inga underarter finns listade i Catalogue of Life.